# Ringier Axel Springer Polska
Ringier Axel Springer Polska Sp. z o.o. wurde 1994 als Tochtergesellschaft der Axel Springer AG gegründet. Das Unternehmen zählt zu den größten Herausgebern polnischer Zeitungen und Zeitschriften und ist seit 2010 Teil der neu gegründeten Mediengruppe Ringier Axel Springer Media AG.

## Beteiligungen
Das Print-Portfolio umfasst FAKT, die meistgekaufte polnische Tageszeitung, zwei Sporttageszeitungen (die landesweite Przegląd Sportowy und die Regionalzeitung Sport) sowie das Wochenmagazin Newsweek Polska und das monatliche Wirtschaftsmagazin Forbes. Des Weiteren werden Computer-Zeitschriften (wie Komputer Świat) sowie Autozeitschriften (wie Auto Świat und Top Gear) herausgegeben.
Das Unternehmen offeriert zudem mehr als 20 Internet-Services. Viele der Titel sind auch mittels App auf Tablet-Computern und Smartphones abrufbar.
Ringier Axel Springer Polska Sp. z o.o. hält einen 49%igen Anteil am Unternehmen INFOR Biznes, welches die Tageszeitung Dziennik Gazeta Prawna herausgibt. Ringier Axel Springer Media AG hält 75 % der Anteile an dem führenden polnischen Online-Portal Onet.pl.

## Medien
Ringier Axel Springer Polska gibt heraus:
- die Tageszeitung Fakt
- die Sportzeitungen Przegląd Sportowy und Sport
- das Nachrichtenmagazin Newsweek Polska, polnische Ausgabe, wöchentlich
- die Business-Zeitschrift Forbes Magazine, polnische Ausgabe
- im Autobereich u. a.
  - die Wochenzeitschrift Auto Świat, die polnische Ausgabe von Auto Bild
  - monatlich: Auto Świat Poradnik
  - zweimonatlich: Auto Świat 4x4
  - monatlich: die polnische Ausgabe von Top Gear
- im Computerbereich u. a.
  - monatlich: Komputer Świat, die polnische Ausgabe von Computer Bild
  - zweimonatlich: Komputer Świat Gry
  - zweimonatlich: Komputer Świat Twój Niezbędnik